# جيمس الكسندر ويليامسون
جيمس الكسندر ويليامسون (بالإنجليزية: James Alexander Williamson)‏ هو ضابط أمريكي، ولد في 8 فبراير 1829 في كولومبيا في الولايات المتحدة، وتوفي في 7 سبتمبر 1902 في جيمستاون في الولايات المتحدة.